# Eleccions regionals de la Vall d'Aosta de 1959
Les eleccions per a renovar el Conseil de la Vallée / Consiglio Regionale de la Vall d'Aosta se celebraren el 17 de maig de 1959.
Es va elegir mitjançant un sistema electoral majoritari, que preveia l'assignació del 80% dels 35 escons (uns 25) a la llista que haguessin obtingut el major nombre de vot, i el restant 20% (uns 10) a la segona llista, excloent-ne les altres (sistema anomenat panachage o vot disjunt).

## Resultats electorals
| ← Eleccions regionals de la Vall d'Aosta, 1959 →                 |        |        |        |
| Partits                                                          | vots   | (%)    | escons |
| "Leone rampante" (PCI - PSI - UV - independents)                 | 30.214 | 51,43% | 25     |
| Concentració Partits Democràtics (DC - PLI - PSDI - independent) | 28.539 | 48,57% | 10     |
| Total                                                            | 58.753 | 100,00 | 35     |

Fonts: Ministero dell'Interno, ISTAT, Istituto Cattaneo, Consell Regional de la Vall d'Aosta